# Nicolas Wyns de Raucour
Nicolas-Joseph Wyns (Brussel, 17 november 1749 - 4 november 1825), of Wyns de Raucour, was een Zuid-Nederlandse notabele jurist die edelman werd.

## Biografie

### Familie
Nicolas Wyns was een zoon van Jacques Joseph Wijns (1710-1763), brigadier in de adellijke wacht van Karel van Lotharingen, en Elisabeth Le Fossiau. Hij was een kleinzoon van advocaat Gaspard Wijns en van Anne-Marie Beernaerts. 
Hij trouwde in 1777 met Catherine Mosselman (1749-1825), een dochter van meester-beenhouwer Pieter Mosselman (1721-1753) en Joanna t'Seraerts, beide uit de leidende slagersfamilie Mosselman. Hun kinderen waren:
- François-Jean Wyns de Raucour (1779-1857), advocaat, burgemeester van Brussel, ondervoorzitter van de Belgische Senaat.
- Jérôme Wyns de Raucour (1781-1840), trouwde met Isabelle Lambricht (1799-1886). Het zijn hun kinderen en kleinkinderen die in 1890 vergunning verkregen om de Raucour aan hun naam toe te voegen. De voorgaande naamdragers heetten dus 'Wyns', zonder meer, maar gemakshalve worden ze ook als 'Wyns de Raucour' vernoemd.
  - Charles Wyns de Raucour (1819-1898), trouwde met Elise Schulten (1837-1896). Ze hadden een dochter, met nakomelingen.
  - Virginie Wyns de Raucour (1821-1899), trouwde met Léon de Menten de Horne (1815-1888). Ze hadden drie zonen en twee dochters, met nakomelingen.
  - Louis Wyns de Raucour (1822-1898), trouwde met Héloïse Legrand (1825-1899). Ze hadden twee dochters, met nakomelingen.
- Barbe Wyns de Raucour (1782-1868), trouwde met Joseph Zaman (1776-1826), advocaat en industrieel. Ze kregen een zoon, Joseph Zaman, met nakomelingen.
- Dominique-Antoine Wyns de Raucour (1789-1840), advocaat in Brussel.

### Loopbaan
Wyns promoveerde tot licentiaat in de rechten en werd advocaat en raadsheer bij het Hoog Gerechtshof in Brussel.
Onder het Frans bewind werd hij ondervoorzitter van de rechtbank van eerste aanleg in het departement van de Dijle, raadsheer bij het Keizerlijk Hof in Brussel, vervolgens Hoog Gerechtshof genoemd. Hij bleef dit ambt bekleden tot aan zijn dood.
In 1821 werd hij onder het Verenigd Koninkrijk der Nederlanden verheven in de adel met de titel ridder, overdraagbaar bij eerstgeboorte.
De familie was in 1946 uitgestorven, toen de laatste naamdraagster, Héloïse (1863-1946), dochter van Louis, overleed.